# Svatý Lukáš maluje Pannu

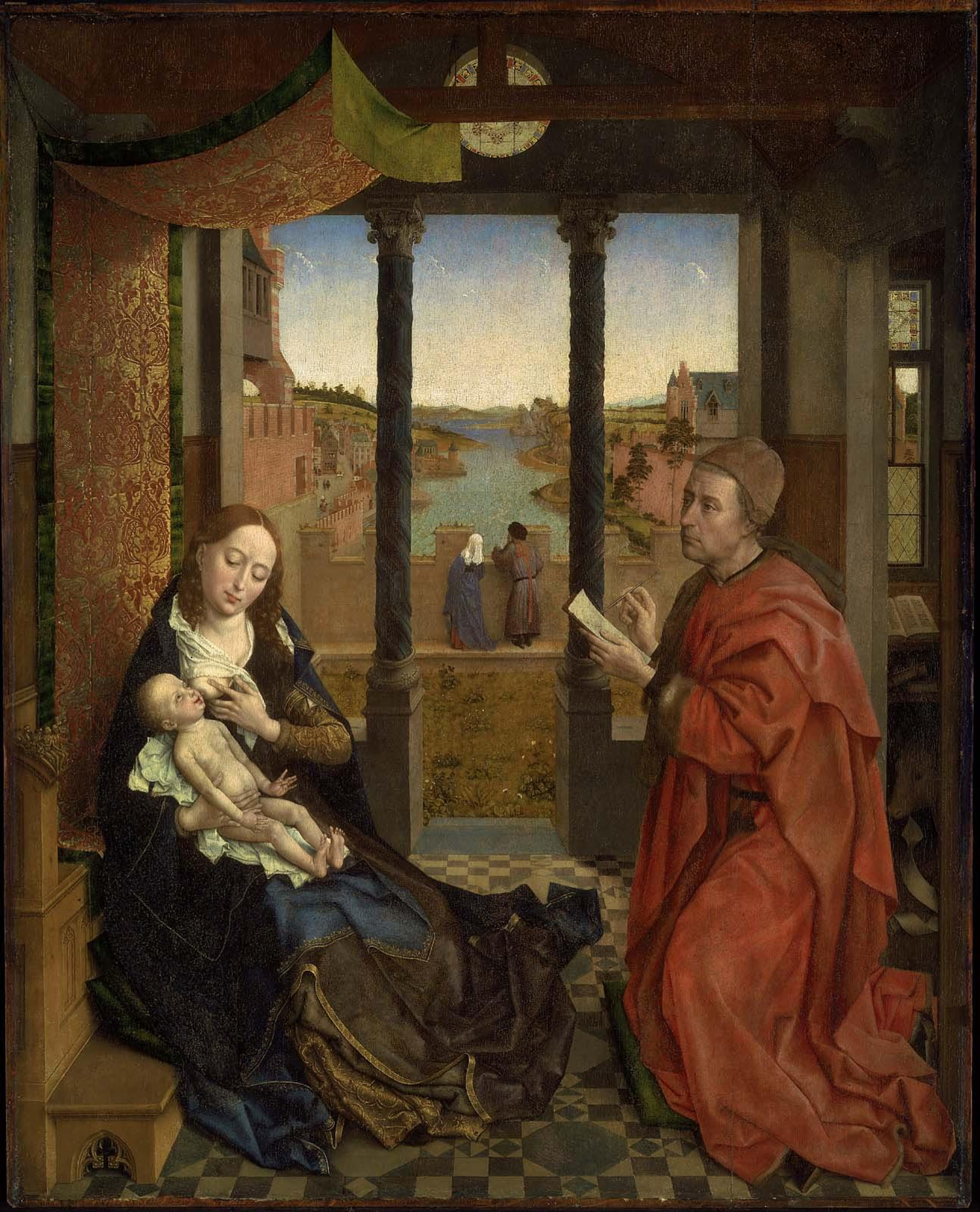
Roger van der Weyden: Svatý Lukáš maluje Pannu, 1435–1440

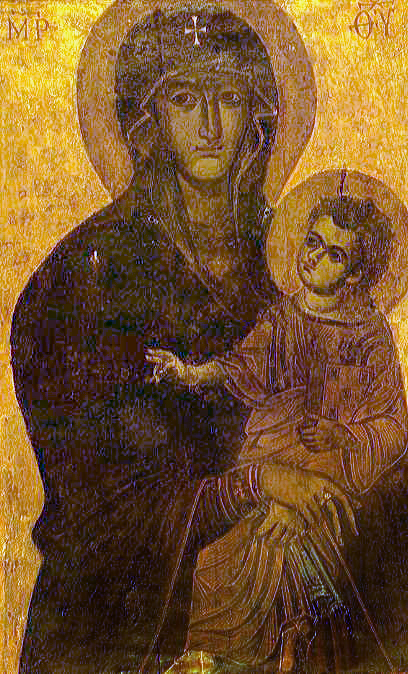
Salus populi romani, byzantská ikona, Santa Maria Maggiore

Svatý Lukáš maluje Pannu je téma, které bylo častým námětem malířů. Dílo zobrazuje Evangelistu Sv. Lukáše, malujícího Pannu Marii s Ježíškem. Tyto obrazy byly často malovány během renesančního období pro kaple Sv. Lukáše v evropských kostelech a často připomínají kompozici uctívané ikony Salus Populi Romani.

## Historie
Tato byzantská ikona je dnes v kapli v bazilice Santa Maria Maggiore (Panny Marie Sněžné) v Římě. Uctívání je založeno na legendě o zázraku. Některé gildy požadovaly, aby umělec předložil ztvárnění tohoto námětu jako své mistrovské dílo. Ačkoli to nebylo obsaženo v kanonickém popisu života Marie, scéna se stávala stále populárnější. Sv. Lukáš získal své vlastní oddané stoupence jako svatý patron umělců obecně a konkrétně jako patron Cechu svatého Lukáše, což byl nejběžnější název malířských cechů. Podle zdrojů z 8. století vznikla legenda o Sv. Lukášovi jako autorovi prvních křesťanských ikon v Byzanci během ikonoklastických diskusí. Od 11. století se řada obrazů začala připisovat právě Sv. Lukášovi a obrazy byly uctívány jako autentické portréty Krista a Panny Marie. V pozdním středověku a v renesanci Lukášův věhlas stoupal. Časem se stal patronem pouze malířů, zatímco v době předrenesanční zastupovala asociace umělců i sochaře, zedníky a architekty, protože ti všichni pracovali s kamenem - dokonce byli považováni za větší umělce než maliři. Mnoho gild Sv. Lukáše bylo konglomerátním sdružením různých profesí: malířů, míchačů barev, iluminátorů, sedlářů – neboť i oni malovali, i když na kůži – a také prodejci potřeb pro tyto řemeslníky.

## Rané verze
Nejstarší známá verze tohoto tématu v byzantském umění je soubor miniatur ze 13. století v řeckém žaltáři uchovaném v klášteře Sv. Kateřiny na hoře Sinaj. Téma se objevuje v západním umění ve druhé polovině 14. století (miniatury v evangeliu Johannese von Troppau, nyní ve Vídni) a často bylo zastoupeno i v italském a raném nizozemském umění 15. století.

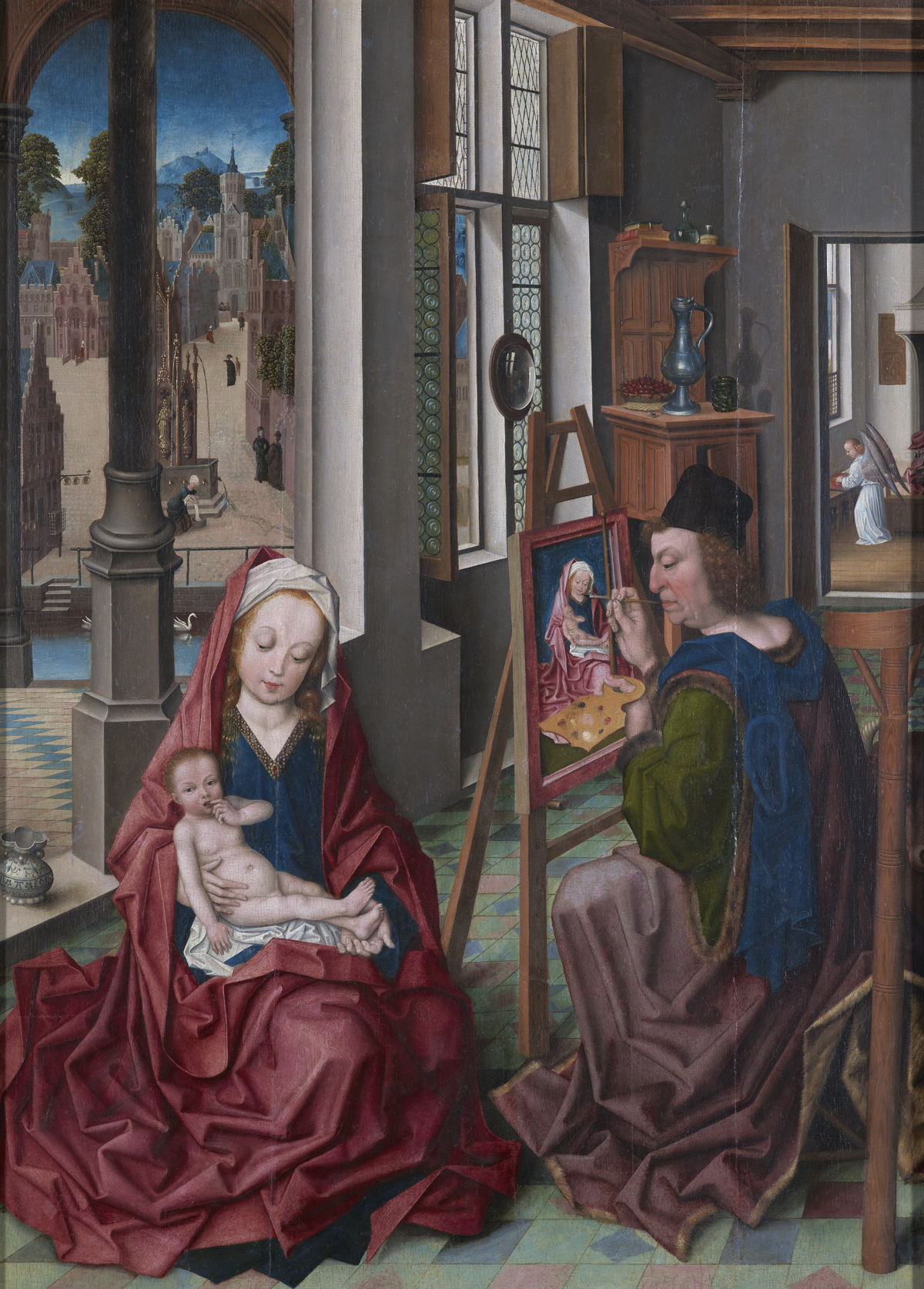
Derick Baegert, asi 1470
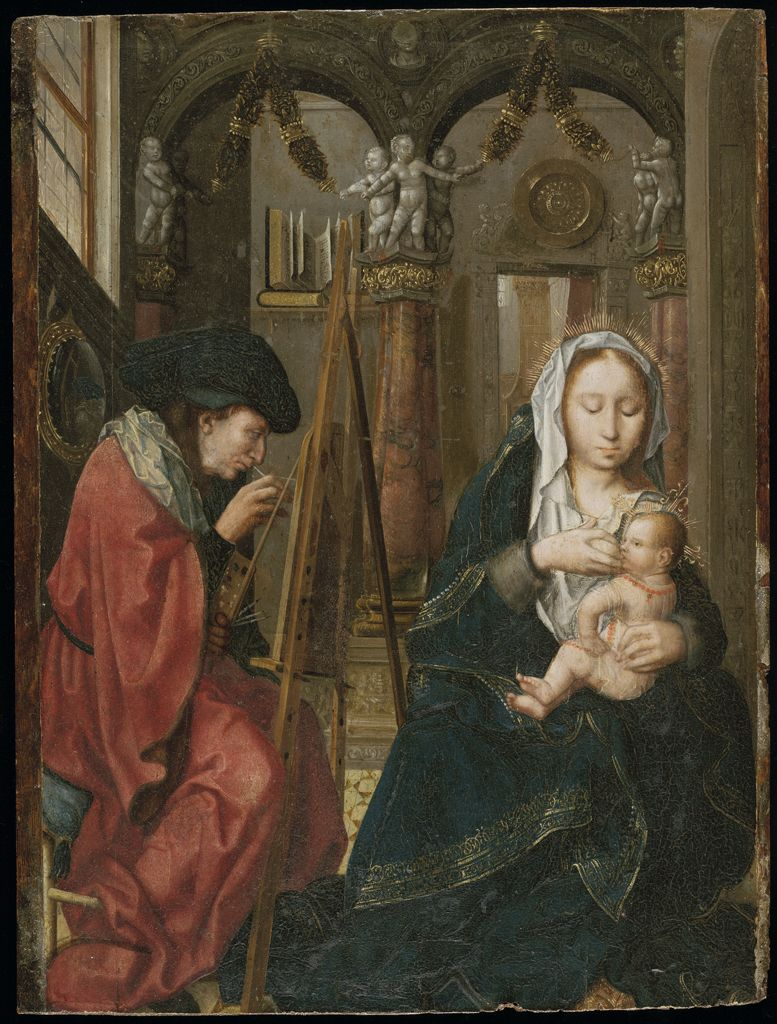
Mistr svaté krve, 1510
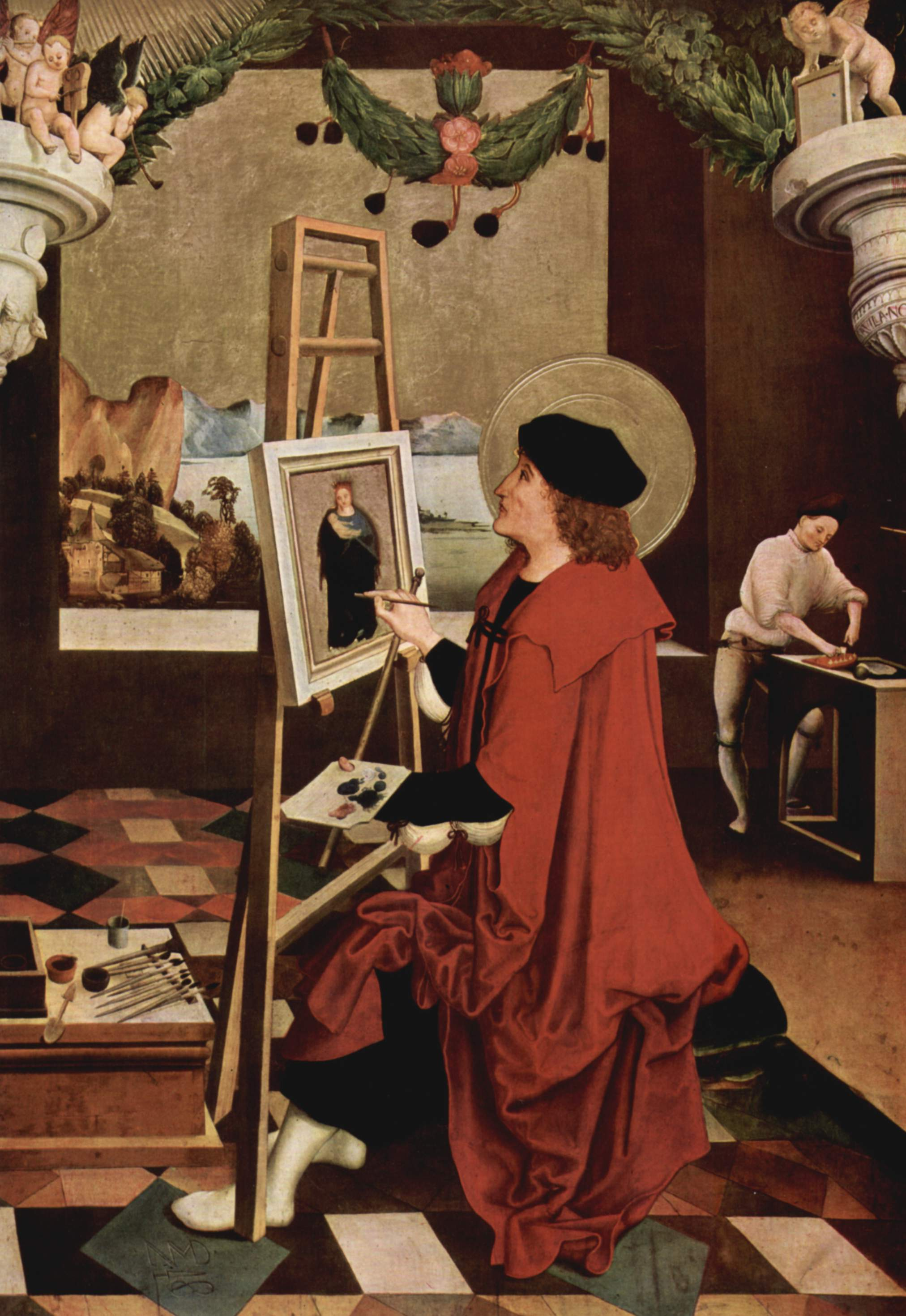
Niklaus Manuel, 1515
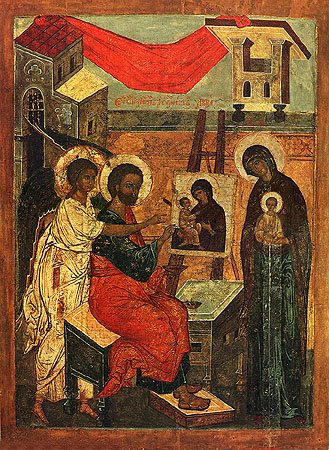
Ruská verze ze 16. století zobrazující kopii Theotoka Vladimira
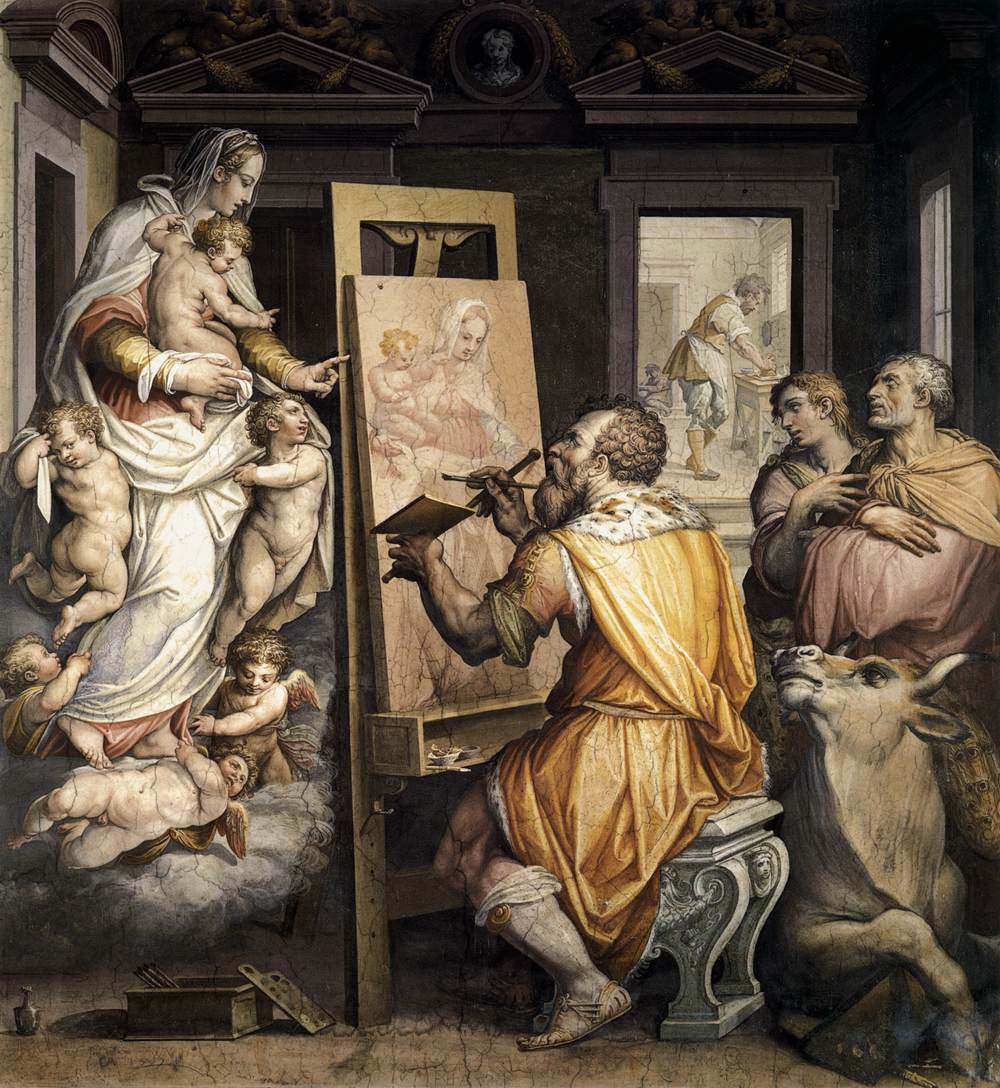
Giorgio Vasari
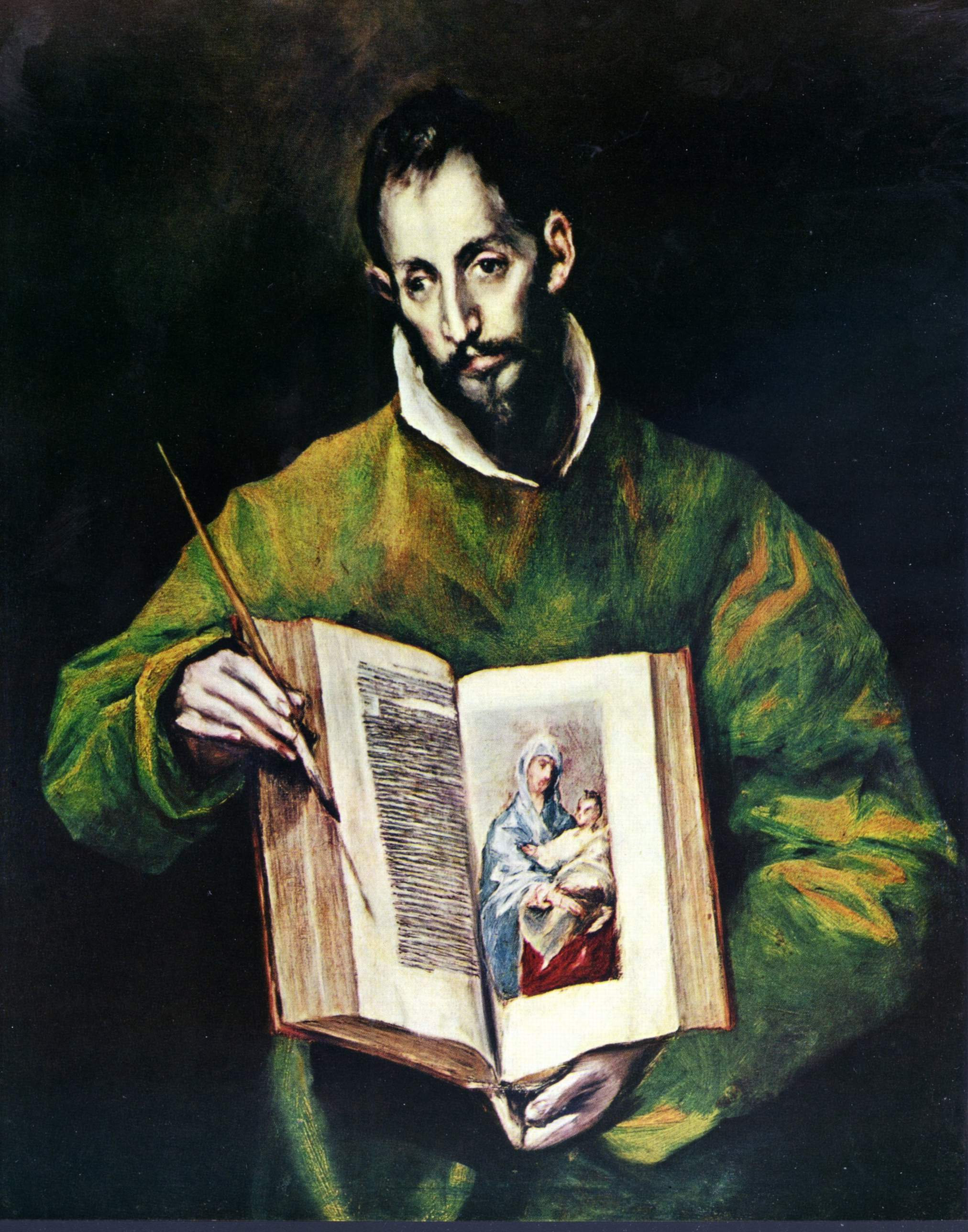
El Greco, autoportrét

## Autoportrét
Tradičně byl dárcem obrazů do kaple Sv. Lukáše Cech sv. Lukáše, který často vybral svého nejlepšího malíře na tuto práci. Pokud se obraz nikdy nedostal do kostela, byl umístěn na čestné místo v gildě. Mnohdy malíř ztvárnil postavu Sv. Lukáše jako autoportrét.